# Mirko Hrvat
Mirko Hrvat (Zágráb, 1826. szeptember 19. – Diakovár, 1893. szeptember 21.) horvát politikus. 

## Élete
Tanulmányait a zágrábi jogakadémián végezte. 32 éves korában ügyvéd lett Diakováron és az maradt élete végeig. 1861-ben mint Strossmayer párthíve tagja lett a horvát országgyűlésnek és az volt harminc éven keresztül. 1874-ben elvált Strossmayer püspök pártjától és a nemzeti párthoz csatlakozott, amelynek csakhamar egyik vezére lett. 1884-ben megválasztották az országgyűlés elnökévé és az maradt haláláig. Mint elnök 1887 után nagy érdemeket szerzett a Starcsevics-párt botrányai által megzavart parlamentáris rendnek energikus visszaállításával.